# Голяма рибоядна сова
Голямата рибоядна сова (Scotopelia peli) е вид птица от семейство Совови (Strigidae).

## Разпространение
Видът е разпространен в Ангола, Бенин, Ботсвана, Буркина Фасо, Габон, Гамбия, Гана, Гвинея, Еритрея, Етиопия, Замбия, Зимбабве, Камерун, Демократична република Конго, Република Конго, Кот д'Ивоар, Кения, Либерия, Малави, Мали, Мозамбик, Намибия, Нигер, Нигерия, Руанда, Сенегал, Сиера Леоне, Сомалия, Судан, Танзания, Уганда, Централноафриканската република, Южна Африка и Южен Судан.